# Brigade d'infanterie nr. 5 (Espagne)
La Brigade d'infanterie légère nr. 5 San Marcial  est une unité militaire espagnole d'infanterie légère. Son état-major est stationné à Vitoria.

## Présentation
[Quand ?] Elle comporte un régiment d'infanterie à deux bataillons (le 67e régiment d'infanterie légère Tercio viejo de Sicilia) et un régiment d'infanterie à un seul bataillon (le 45e régiment d'infanterie légère Garellano). Elle comportait en outre un bataillon de chars M60 Patton (Reçu entre 1991 et 1993, en 2009, seul l'infanterie de marine en alignait encore) et les unités classiques d'appui et de soutien (artillerie, génie, transmissions, logistique).